# کوین کاستنر
کوین مایکل کاستنر (انگلیسی: Kevin Michael Costner؛ زادهٔ ۱۸ ژانویه ۱۹۵۵) بازیگر و کارگردان آمریکایی است. او دو بار برندهٔ جایزهٔ اسکار، سه بار گلدن گلوب و یک بار امی شده است و علاوه بر این سه بار نامزد دریافت جایزهٔ بفتا شده‌است. از جمله نقش‌های برجستهٔ کاستنر می‌توان به الیوت نس در تسخیرناپذیران، کرش دیویس در بول دورهام، ری کینزلا در سرزمین رؤیاها, ستوان جان جی دانبر در رقصنده با گرگ‌ها، جیم گریسون در جی‌اف‌کی، رابین هود در رابین هود: شاهزادهٔ دزد، فرانک فارمر در بادیگارد و جاناتان کنت در مرد پولادین و همچنین ۳ روز برای کشتن اشاره کرد.

## زندگی شخصی
او فرزند ویلیام کاستنر (برق‌کار آلمانی-آمریکایی) و شارون تدریک (ایرلندی‌تبار) است که در لینوود، کالیفرنیا به‌دنیا آمد و در کامپتون، کالیفرنیا بزرگ شد. نخستین بازی او در فیلم ساحل داغ (۱۹۸۶) بود.

## برگزیده فیلم‌شناسی
- ساحل داغ (۱۹۸۱)
- شیفت شب (۱۹۸۲)
- فرانسیس (۱۹۸۲)
- شاهد (۱۹۸۳)
- اندوه شدید (۱۹۸۳)
- سیلورادو (۱۹۸۵)
- بروشورهای آمریکایی (۱۹۸۵)
- تسخیرناپذیران (۱۹۸۷)
- هیچ راهی وجود ندارد (۱۹۸۷)
- بول دورهام (۱۹۸۸)
- سرزمین رؤیاها (۱۹۸۹)
- انتقام (۱۹۹۰)
- رقصنده با گرگ‌ها (۱۹۹۰)
- جی‌اف‌کی (۱۹۹۱)
- رابین هود: شاهزاده دزدان (۱۹۹۱)
- بادیگارد (۱۹۹۲)
- یک دنیای بی‌نقص (۱۹۹۳)
- جنگ (۱۹۹۴)
- وایات ارپ (۱۹۹۴)
- دنیای آب (۱۹۹۵)
- جام کوچک (۱۹۹۶)
- پستچی (۱۹۹۷)
- به عشق مسابقه (۱۹۹۹)
- پیامی در بطری (۱۹۹۹)
- تا مغز استخوان مبارزه کن (۱۹۹۹)
- سیزده روز (۲۰۰۰)
- ۳۰۰۰ مایل به گریسلند (۲۰۰۱)
- سنجاقک (۲۰۰۲)
- چراگاه آزاد (۲۰۰۳)
- در معرض خشم (۲۰۰۵)
- شایعه شده… (۲۰۰۵)
- گاردین (۲۰۰۶)
- آقای بروکس (۲۰۰۷)
- رأی‌دهندگان مردد (۲۰۰۸)
- دختر جدید (۲۰۰۹)
- مردان کمپانی (۲۰۱۰)
- خانواده هتفیلد و مک‌کوی (۲۰۱۲)
- مرد پولادین (۲۰۱۳)
- جک رایان: سرباز سایه (۲۰۱۴)
- ۳ روز برای کشتن (۲۰۱۴)
- روز عضوگیری (۲۰۱۴)
- سیاه یا سفید (۲۰۱۴)
- مک‌فارلند، آمریکا (۲۰۱۵)
- بتمن در برابر سوپرمن: طلوع عدالت (۲۰۱۶)
- مجرم (۲۰۱۶)
- ارقام پنهان (۲۰۱۶)
- یلو استون ، سنگ زرد  (۲۰۱۸)
- بازی مالی (۲۰۱۷)
- راهزن (۲۰۱۹)
- مأموران بزرگراه (۲۰۱۹)
- هنر مسابقه در باران (۲۰۱۹)
- بگذار برود (۲۰۲۰)
- لیگ عدالت زک اسنایدر (۲۰۲۱)
- افق: یک حماسه آمریکایی - فصل ۱ (۲۰۲۴)
- افق: یک حماسه آمریکایی - فصل ۲ (۲۰۲۴)
- افق: یک حماسه آمریکایی - فصل ۳ ( اکران ۲۰۲۵)

## تلویزیون
- داستان‌های شگفت‌انگیز (۱۹۸۵)
- خانواده هتفیلد و مک‌کوی (۲۰۱۲)
- یلواستون (۲۰۱۸)

## کارگردان
- رقصنده با گرگ‌ها (۱۹۹۰)
- پستچی (۱۹۹۷)
- چراگاه آزاد (۲۰۰۳)

## تهیه کننده
- انتقام (۱۹۹۰)
- رقصنده با گرگ‌ها (۱۹۹۰)
- رابین هود: شاهزاده دزدان (۱۹۹۱)
- بادیگارد (۱۹۹۲)
- وایات ارپ (۱۹۹۴)
- دنیای آب (۱۹۹۵)
- پستچی (۱۹۹۷)
- پیامی در بطری (۱۹۹۹)
- سیزده روز (۲۰۰۰)
- چراگاه آزاد (۲۰۰۳)
- آقای بروکس (۲۰۰۷)
- رأی‌دهندگان مردد (۲۰۰۸)
- خانواده هتفیلد و مک‌کوی (۲۰۱۲)
- سیاه یا سفید (۲۰۱۴)
- یلواستون (۲۰۱۸)

## جوایز و نامزدی‌ها
| تاریخ | انجمن                             | رده                                                                             | اثر نامزد شده                                                                   | نتیجه    |
| ----- | --------------------------------- | ------------------------------------------------------------------------------- | ------------------------------------------------------------------------------- | -------- |
| ۱۹۹۰  | هیئت ملی بازبینی فیلم             | بهترین کارگردان                                                                 | رقصنده با گرگ‌ها                                                                 | پیروز    |
| ۱۹۹۱  | جایزه اسکار                       | جایزه اسکار بهترین بازیگر نقش اول مرد                                           | رقصنده با گرگ‌ها                                                                 | نامزدشده |
| ۱۹۹۱  | جایزه اسکار                       | جایزه اسکار بهترین کارگردانی                                                    | رقصنده با گرگ‌ها                                                                 | پیروز    |
| ۱۹۹۱  | جایزه اسکار                       | جایزه اسکار بهترین فیلم                                                         | رقصنده با گرگ‌ها                                                                 | پیروز    |
| ۱۹۹۱  | انجمن منتقدان فیلم شیکاگو         | بهترین بازیگر                                                                   | رقصنده با گرگ‌ها                                                                 | نامزدشده |
| ۱۹۹۱  | انجمن منتقدان فیلم شیکاگو         | بهترین کارگردان                                                                 | رقصنده با گرگ‌ها                                                                 | نامزدشده |
| ۱۹۹۱  | دیوید دی دوناتلو                  | بهترین بازیگر خارجی                                                             | رقصنده با گرگ‌ها                                                                 | نامزدشده |
| ۱۹۹۱  | دیوید دی دوناتلو                  | بهترین فیلم خارجی                                                               | رقصنده با گرگ‌ها                                                                 | نامزدشده |
| ۱۹۹۱  | جایزه انجمن کارگردانان آمریکا     | بهترین کارگردان                                                                 | رقصنده با گرگ‌ها                                                                 | پیروز    |
| ۱۹۹۱  | جایزه گلدن گلوب                   | جایزه گلدن گلوب بهترین بازیگر مرد فیلم درام                                     | رقصنده با گرگ‌ها                                                                 | نامزدشده |
| ۱۹۹۱  | جایزه گلدن گلوب                   | جایزه گلدن گلوب بهترین کارگردانی                                                | رقصنده با گرگ‌ها                                                                 | پیروز    |
| ۱۹۹۲  | جوایز فیلم بفتا                   | جایزه بفتای بهترین بازیگر نقش اول مرد                                           | رقصنده با گرگ‌ها                                                                 | نامزدشده |
| ۱۹۹۲  | جوایز فیلم بفتا                   | بهترین کارگردان                                                                 | رقصنده با گرگ‌ها                                                                 | نامزدشده |
| ۱۹۹۲  | سینمای فرانسه                     | سینمای فرانسه                                                                   | رقصنده با گرگ‌ها                                                                 | نامزدشده |
| ۱۹۹۲  | سینمای آلمان                      | بهترین فیلم خارجی                                                               | رقصنده با گرگ‌ها                                                                 | پیروز    |
| ۱۹۹۲  | سینمای ژاپن                       | سینمای ژاپن                                                                     | رقصنده با گرگ‌ها                                                                 | پیروز    |
| ۱۹۹۲  | جایزه گلدن گلوب                   | جایزه گلدن گلوب بهترین بازیگر مرد فیلم درام                                     | جی‌اف‌کی                                                                          | نامزدشده |
| ۱۹۹۲  | جایزه سینمایی ام‌تی‌وی              | Most Desirable Male                                                             | رابین هود: شاهزادهٔ دزدان                                                        | نامزدشده |
| ۱۹۹۲  | جایزه سینمایی ام‌تی‌وی              | Best On-Screen Duo (به‌همراه مورگان فریمن)                                       | رابین هود: شاهزادهٔ دزدان                                                        | نامزدشده |
| ۱۹۹۲  | جایزه سینمایی ام‌تی‌وی              | جایزه سینمایی ام‌تی‌وی                                                            | رابین هود: شاهزادهٔ دزدان                                                        | نامزدشده |
| ۱۹۹۲  | جایزه تمشک طلایی                  | بدترین بازیگر                                                                   | رابین هود: شاهزادهٔ دزدان                                                        | پیروز    |
| ۱۹۹۲  | جایزه ساترن                       | بهترین بازیگر                                                                   | رابین هود: شاهزادهٔ دزدان                                                        | نامزدشده |
| ۱۹۹۳  | جایزه سینمایی ام‌تی‌وی              | Most Desirable Male                                                             | بادیگارد                                                                        | نامزدشده |
| ۱۹۹۳  | جایزه سینمایی ام‌تی‌وی              | Best On-Screen Duo (همراه با ویتنی هیوستون)                                     | بادیگارد                                                                        | نامزدشده |
| ۱۹۹۳  | جایزه سینمایی ام‌تی‌وی              | جایزه سینمایی ام‌تی‌وی                                                            | بادیگارد                                                                        | نامزدشده |
| ۱۹۹۳  | جایزه تمشک طلایی                  | بدترین بازیگر                                                                   | بادیگارد                                                                        | نامزدشده |
| ۱۹۹۳  | جایزه تمشک طلایی                  | بدترین فیلم                                                                     | بادیگارد                                                                        | نامزدشده |
| ۱۹۹۳  | جایزه تمشک طلایی                  | Worst New Star                                                                  | بادیگارد                                                                        | نامزدشده |
| ۱۹۹۵  | جایزه تمشک طلایی                  | بدترین بازیگر                                                                   | وایات ارپ                                                                       | پیروز    |
| ۱۹۹۵  | جایزه تمشک طلایی                  | بدترین فیلم                                                                     | وایات ارپ                                                                       | نامزدشده |
| ۱۹۹۵  | جایزه تمشک طلایی                  | Worst Prequel, Remake, Rip-off or Sequel                                        | وایات ارپ                                                                       | پیروز    |
| ۱۹۹۵  | جایزه تمشک طلایی                  | Worst Screen Couple (shared with "Any of His Three Wives")                      | وایات ارپ                                                                       | نامزدشده |
| ۱۹۹۶  | جایزه تمشک طلایی                  | بدترین بازیگر                                                                   | دنیای آب                                                                        | نامزدشده |
| ۱۹۹۶  | جایزه تمشک طلایی                  | بدترین فیلم                                                                     | دنیای آب                                                                        | نامزدشده |
| ۱۹۹۷  | جایزه گلدن گلوب                   | جایزه گلدن گلوب بهترین بازیگر مرد فیلم موزیکال یا کمدی                          | جام کوچک                                                                        | نامزدشده |
| ۱۹۹۸  | جایزه تمشک طلایی                  | بدترین بازیگر                                                                   | پستچی                                                                           | پیروز    |
| ۱۹۹۸  | جایزه تمشک طلایی                  | بدترین کارگردان                                                                 | پستچی                                                                           | پیروز    |
| ۱۹۹۸  | جایزه تمشک طلایی                  | بدترین فیلم                                                                     | پستچی                                                                           | پیروز    |
| ۱۹۹۸  | جایزه ساترن                       | بهترین بازیگر                                                                   | پستچی                                                                           | نامزدشده |
| ۲۰۰۰  | بلاکباستر                         | بلاکباستر                                                                       | پیامی در بطری                                                                   | نامزدشده |
| ۲۰۰۰  | جایزه تمشک طلایی                  | بدترین بازیگر                                                                   | پیامی در بطری                                                                   | نامزدشده |
| ۲۰۰۰  | جایزه تمشک طلایی                  | بدترین بازیگر                                                                   | به عشق مسابقه                                                                   | نامزدشده |
| ۲۰۰۰  | جایزه تمشک طلایی                  | بدترین بازیگر قرن (پستچی, رابین هود: شاهزاده دزدان, دنیای آب, وایات ارپ و غیره) | بدترین بازیگر قرن (پستچی, رابین هود: شاهزاده دزدان, دنیای آب, وایات ارپ و غیره) | نامزدشده |
| ۲۰۰۲  | جایزه تمشک طلایی                  | بدترین بازیگر                                                                   | ۳۰۰۰ مایل به گریسلند                                                            | نامزدشده |
| ۲۰۰۲  | جایزه تمشک طلایی                  | Worst Screen Couple (همراه با کرت راسل و کورتنی کاکس)                           | ۳۰۰۰ مایل به گریسلند                                                            | نامزدشده |
| ۲۰۰۵  | حلقه منتقدان فیلم سان‌فرانسیسکو    | Best Supporting Actor                                                           | در معرض خشم                                                                     | پیروز    |
| ۲۰۰۵  | جایزه ستلایت                      | Best Supporting Actor – Motion Picture                                          | در معرض خشم                                                                     | نامزدشده |
| ۲۰۰۶  | جایزه انجمن منتقدان پخش‌کننده فیلم | جایزه انجمن منتقدان پخش‌کننده فیلم                                               | در معرض خشم                                                                     | نامزدشده |
| ۲۰۱۲  | Critics' Choice Television Award  | Best Movie/Miniseries Actor                                                     | خانواده هتفیلد و مک‌کوی                                                          | نامزدشده |
| ۲۰۱۲  | جایزه امی ساعات پربیننده          | Outstanding Lead Actor in a Miniseries or a Movie                               | خانواده هتفیلد و مک‌کوی                                                          | پیروز    |
| ۲۰۱۲  | جایزه امی ساعات پربیننده          | جایزه امی ساعات پربیننده برای مجموعه تلویزیونی کوتاه                            | خانواده هتفیلد و مک‌کوی                                                          | نامزدشده |
| ۲۰۱۲  | جایزه ستلایت                      | Best Actor – Miniseries or Television Film                                      | خانواده هتفیلد و مک‌کوی                                                          | نامزدشده |
| ۲۰۱۳  | جایزه گلدن گلوب                   | Best Actor – Miniseries or Television Film                                      | خانواده هتفیلد و مک‌کوی                                                          | پیروز    |
| ۲۰۱۳  | جایزه انجمن بازیگران فیلم         | Outstanding Performance by a Male Actor in a Miniseries or Television Movie     | خانواده هتفیلد و مک‌کوی                                                          | پیروز    |